# Yeremey Parnov
Jeremia Iudovitsj Parnov (del ruso: Еремей Иудович Парнов), Járkov, 20 de octubre de 1935 - Moscú, 18 de marzo de 2009) fue un periodista, ensayista y escritor de ciencia ficción soviético-ruso. De profesión ingeniero químico —obtuvo un doctorado de la Universidad Estatal de Tver (en ruso: Тверской государственный технический университет—, es el autor de varios trabajos de divulgación científica como Фантастика в век НТР y Зеркало Урании. También escribió numerosos artículos, bocetos y ensayos.
Gran parte de su obra literaria la realizó en coautoría con Mikhail Yemtsev, entre las que destaca una trilogía que tiene como protagonista al inspector Lusine: Ларец Марии Медичи (1972, que se llevó al cine en 1982 por Rudolf Fruntov), Третий глаз Шивы (1975) y Александрийская гемма (1991, una versión abreviada apareció en Мальтийский жезл en 1987).
Recibió diversos reconocimientos por su labor científico-literaria y por el rol que desempeñó en diversas organizaciones nacionales e internacionales —fue vicepresidente de la Sociedad mundial de ciencia ficción por ejemplo—, entre ellos la Orden de la Insignia de Honor y el Premio de la Unión de Escritores Soviéticos en 1983.

## Obras

### Novelas
- Душа мира (1964) con Mikhail Yemtsev que apareció también como World Soul (1978) con el seudónimo Eremei Parnov

### Colecciones
- Уравнение с бледного Нептуна (1964) con Mikhail Yemtsev

### Ficción corta
- Na Zelenom Perevale (1962) con Mikhail Yemtsev que apareció como The Mystery of Green Crossing (1968) con el seudónimo E. Parnov
- Уравнение с бледного Нептуна (1963) con Mikhail Yemtsev, que apareció también como The Pale Neptune Equation (1979) con el seudónimo Eremei Parnov
- Снежок (1963) con Mikhail Yemtsev, que apareció también como The Snowball (1973)
- Ne Ostavlyayushchiy Sleda (1963) con Mikhail Yemtsev que apareció como He Who Leaves No Trace (1963)
- Последняя дверь! (1964) con Mikhail Yemtsev que apareció como Последняя дверь! (1964) con el seudónimo E. Parnov
- Variant Title: Last Door to Aiya (1968) con el seudónimo Yeremey Parnov y Mikhail Yemtsev
- Variant Title: The Last Door (1968) con el seudónimo E. Parnov
- Возвратите любовь (1966) con Mikhail Yemtsev, que apareció Everything But Love (1973).
- Lotsman Kid (1969) con Mikhail Yemtsev que apareció como The White Pilot (1969)

### Ensayos
- Галактическое кольцо (1981), que apareció como The Galactic Ring (1982) con el seudónimo Yeremei Parnov
- Science Fiction Against Nuclear Madness (1985) con el seudónimo Eremei Parnov